# Steagul Statelor Unite cu 15 stele

Drapelul cu 15 benzi și 15 stele, cunoscut și ca steagul "Star-Spangled Banner"

Drapelul cu 48 de stele (și 13 benzi), cel de-al doilea ca durată de folosință în timp, a existat între 1912 și 1959).

Steagul Statelor Unite cu 15 stele și cu 15 benzi, pe scurt, Steagul Statelor Unite cu 15 stele, a fost steagul oficial al Statelor Unite ale Americii între 1795 și 1818.
În 1795, numărul de state ale Uniunii era deja 15, întrucât la cele 13 state originare se adăugaseră Vermont (la 4 martie 1791) și Kentucky (la 1 iunie 1792). Ca atare un alt model de steag a fost adoptat, numărul de linii orizonale a crescut la 15, iar numărul de stele a fost, de asemenea, 15, pentru a reflecta cele două noi state ale Uniunii. Pentru un timp, mai exact până în 1818, deși alte state au aderat la Uniune, steagul nu a fost schimbat. Acest steag cu 15 benzi orizontale și cu 15 stele, a fost cel care l-a inspirat pe Francis Scott Key să scrie The Star-Spangled Banner, care a devenit ulterior imnul național al Statelor Unite.
În 4 aprilie 1818, un proiect de lege a fost votat de Congress la sugestia căpitanului al United States Navy Samuel C. Reid.  Conform propunerii, noul steag urma să aibă 20 de stele, respectiv în viitor un număr de stele egal cu cel al statelor Uniunii, dar numărul de benzi orizonatele urma să rămână constant, 13, pentru a onora cele 13 colonii originare. Documentul preciza ca noul steag urma să devină oficial în prima zi de 4 iulie ce urma după admiterea unuia sau mai multor state în Uniune.
Cea mai recentă schimbare a numărului de stele, de la 49 la 50, s-a întâmplat la 4 iulie 1960 după admiterea statului Hawaii ca cel de-al 50-lea stat al Uniunii la 23 august 1959. Ca atare, iar designul drapelul de astăzi este cel mai îndelungat din istoria steagului Statelor Unite, sărbătorind aproape 50 de ani de existență. Înainte de admiterea statului Hawaii, admisia statului Alaska la 3 ianuarie 1959 a generat existența a steagului cu 49 de stele, care a avut o existență foarte scurtă. 